# Orocharis nigrifrons
Orocharis nigrifrons är en insektsart som beskrevs av Walker, T.J. 1969. Orocharis nigrifrons ingår i släktet Orocharis och familjen syrsor. Inga underarter finns listade i Catalogue of Life.